# 미하리촌
미하리촌(三針村)은 니가타현 니시칸바라군에 설치되었던 촌이다.